# Totoket
Totoket, selo i ogranak Quinnipiac Indijanaca, šire grupe Mattabesec, porodica Algonquian, nastanjena u 17. stoljeću u području današnjeg Branforda u okrugu New Haven u Connecticutu. Na njihovom području 1644. Abraham Pierson koji je došao u Novu Englesku 1640. utemeljuje crkvu na mjestu današnjeg Branforda, te uči njihov jezik quiripi. 
Prema Johnu Menti oni su zajedno sa skupinama Momauguin, Shaumpishuh i možda Montowese bili jedna od 4 različite Quinnipiac skupine. Potomaka i danas imaju u Connecticutu u plemenskom savezu  'Algonquian Confederacy of the Quinnipiac Tribal Council' , u kojemu je Iron Thunderhorse ili Biwabiko Paddaquahas Veliki sačem klana Thunder, direktni potomak Elizabeth Sakaskantawe Brown, posljednjeg matrijarha Totoketa. 

## Vanjske poveznice
- The Algonquian Confederacy of the Quinnipiac Tribal Council  Arhivirana inačica izvorne stranice od 9. veljače 2009. (Wayback Machine)